# Nidaa Tounes
Nidaa Tounes (arabe : نداء تونس) ou Appel de la Tunisie est un parti politique tunisien fondé par Béji Caïd Essebsi en 2012.
Il devient, après sa victoire aux élections législatives de 2014, le premier parti du pays, avant de passer en deuxième puis en troisième position à la suite de nombreuses défections. Ainsi, depuis 2016 et la prise de contrôle du parti par Hafedh Caïd Essebsi, celui-ci a subi plusieurs scissions, puis s'effondre lors des élections de 2019.

## Origines de la fondation
Après avoir quitté le poste de Premier ministre, Béji Caïd Essebsi souhaite fonder un parti selon le quotidien Assabah, avec pour but de rassembler l'opposition. L'initiative est annoncée le 20 avril 2012 sous le nom de « Nidaa Tounes » et se fixe les objectifs suivants :
- la nécessité pour la constituante de délimiter officiellement et avec précision la durée de son exercice pour l'écriture de la Constitution, d'entamer immédiatement les préparatifs des prochaines élections dans les délais impartis ;
- la mise en place d'un plan de sauvetage de l'économie nationale, fondé sur le consensus afin de recouvrer la confiance des citoyens, de restaurer la sécurité et la stabilité dans l'objectif d'encourager la production, le développement et les investissements, s'agissant, in fine, de provoquer davantage de postes d'emploi et de freiner la détérioration du pouvoir d'achat du citoyen ;
- la nécessité sur le plan social d'accorder un intérêt accru aux jeunes et d'établir un plan urgent en faveur des catégories et des régions précaires sur la base de l'équité sociale et de la solidarité nationale ;
- le lancement, dans un cadre de consensus national, du processus de la justice transitionnelle avec des objectifs bien déterminés à travers un mécanisme indépendant pour traiter les violations du passé et demander des comptes à leurs auteurs tout en dédommageant les victimes, de manière que ces drames du passé ne se reproduisent plus ;
- la rupture avec les dangers d'un retour à l'interférence entre l'appareil de l'État et les appareils des partis au pouvoir tout en garantissant la neutralité de l'administration de façon que le choix des responsables se fasse sur l'unique critère de la compétence et à ce que cesse immédiatement les nominations dans les hautes fonctions de l'État sur la foi des allégeances ;
- la neutralité des mosquées tout en mettant un terme au phénomène des milices et en évitant tout retour à la dictature ;
- la sauvegarde des libertés collectives et individuelles acquises et les prémunir contre toutes les éventuelles violations et menaces, et ce aussi bien pour la liberté de la presse, d'expression et d'organisation tout en préservant les acquis modernes pour la société tunisienne et en premier les droits de la femme ;
- l'application de la loi de façon à prévenir les dangers du terrorisme qui menacent la sécurité sociale et les intérêts nationaux et internationaux de la Tunisie ;
- la consolidation du rôle de la Tunisie au niveau international en évitant l'alignement sur aucun axe étranger et en se conformant à la neutralité positive dans le cadre des principes de respect des droits de l'homme, des peuples et des conventions internationales y afférentes.

Autour de cette initiative se rassemble une dizaine de personnalités, dont d'anciens ministres du gouvernement Caïd Essebsi parmi lesquels Taïeb Baccouche, Lazhar Karoui Chebbi et Ridha Belhaj.

## Histoire

### Opposition à la troïka

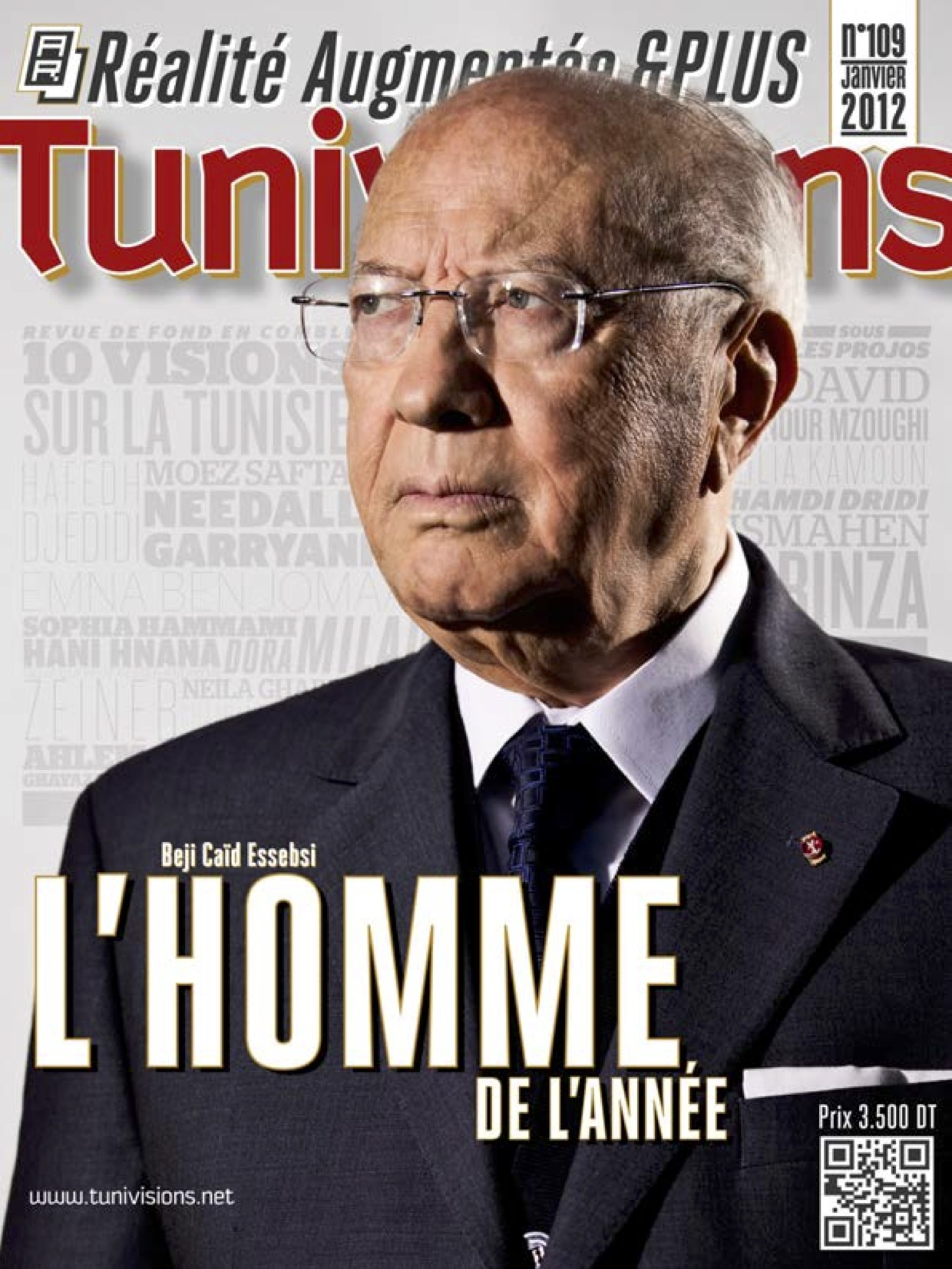
Béji Caïd Essebsi en couverture de Tunivisions, en janvier 2012.

Au mois de mai, on annonce qu'il s'apprête à transformer l'initiative en un parti politique et qu'il annoncera sa fondation lors d'un grand meeting. Celui-ci a lieu le 16 juin 2012 au palais des congrès de Tunis en présence de 6 à 7 000 personnes.
Lors de ce meeting, il demande à rassembler tous les Tunisiens ainsi que le mouvement Ennahdha pour trouver un moyen de sortir de la crise. Concernant les destouriens, il refuse leur exclusion qui serait selon lui anti-démocratique et encourage la justice à faire son travail, de même pour les hommes d'affaires. Il précise par ailleurs que la révolution n'a été faite par aucun parti politique, n'hésitant pas à critiquer le gouvernement et ses actions.
Vers la fin du mois de septembre, Nidaa Tounes acquiert la confiance des sondages qui lui attribuent 20 à 25 % des suffrages, faisant du parti la seconde force politique du pays, qui s'impose de plus en plus sur la scène politico-médiatique grâce à son attachement à l'islam mais aussi à sa position ferme contre l'Islamisation du pays. Cette évolution en un court laps de temps est renforcée par les adhésions de militants ainsi que celles d'élus à l'assemblée constituante. De son côté, le mouvement Ennahdha fait face à une chute de popularité alors que le Congrès pour la République et Ettakatol sont en pleine dislocation à la suite de divisions intérieures.
Cependant, Nidaa Tounes est impopulaire au sein des salafistes, d'où l'agression de certains de ses membres et l'interruption ou l'empêchement de plusieurs activités partisanes. Des menaces de mort ciblent également Béji Caïd Essebsi. Dans ce contexte, certains cadres du parti accusent la troïka de vouloir leur « mettre les bâtons dans les roues ». La coalition gouvernementale affiche, de son côté, une intense propagande à l'encontre du parti nouvellement formé, l'accusant de réunir des figures issues du Rassemblement constitutionnel démocratique. Par ailleurs, le Congrès pour la République décide de ne pas inviter les membres de Nidaa Tounes lors de leur congrès du 22 août, prétextant qu'il est lié à l'ancien régime. De même, la participation du mouvement Ennahdha aux émissions télévisées sont annulées si des membres du mouvement y sont conviés.
Le 18 octobre, le coordinateur du parti à Tataouine et dirigeant régional de l'Union tunisienne de l'agriculture et de la pêche, Lotfi Nagdh, meurt en marge d'affrontements entre ses partisans et des manifestants proches d'Ennahdha. Selon un représentant du parti, il est mort après avoir été tabassé alors que le porte-parole du ministère de l'Intérieur assure qu'il a été terrassé par une crise cardiaque. Caïd Essebsi dénonce le lendemain le « premier assassinat politique depuis la révolution ». La justice innocente finalement les accusés islamistes de ce meurtre, Lotfi Nagdh étant mort d'une crise cardiaque selon les rapports d'autopsie.
Le 7 décembre, Caïd Essebsi annonce la création d'une coalition entre Al Joumhouri et la Voie démocratique et sociale. Le 29 janvier 2013, elle est officiellement fondée sous le nom d'Union pour la Tunisie. Le 2 février, la coalition est rejointe par le Parti socialiste et le Parti du travail patriotique et démocratique. À la suite de nombreuses tentatives de la part d'Ennahdha et du Congrès pour la République d'exclure Nidaa Tounes et les destouriens de la scène politique, Caïd Essebsi annonce, lors du 79e anniversaire de la création du Néo-Destour, le 2 mars à Ksar Hellal, que ces derniers ont contribué à la création d'un État tunisien indépendant, moderne et musulman. Il considère l'Union pour la Tunisie comme un prolongement du mouvement destourien.
Le 4 avril, Caïd Essebsi intervient lors de l'émission 9h du soir sur Ettounsiya TV, déclarant à propos de la loi d'immunisation de la révolution, approuvée le même jour par la commission de la législation générale au sein de l'assemblée nationale constituante, que, si celle-ci prône l'exclusion, elle ne gênerait pas particulièrement son parti, étant donné qu'elle ne concerne que 24 de ses membres. Il affirme aussi que les personnes qui veulent adopter cette loi ont des comptes à régler et n'ont confiance ni en la justice, ni en le peuple tunisien. Il annonce dans le même temps qu'il ne compte pas se présenter à la prochaine élection présidentielle.
Caïd Essebsi confirme officiellement, lors d'une interview accordée le 28 avril sur Nessma, sa décision de se porter candidat à la prochaine élection présidentielle et cela malgré la limitation de l'âge des candidats à 75 ans, ce à quoi il répond que plusieurs hommes politiques de son âge et même plus âgés que lui ont été élus à la magistrature suprême en Allemagne et en Italie ; il déclare que la limitation d'âge pour les candidats à la présidentielle, qui n'existe dans aucun pays démocratique, est une loi crée sous le régime de Zine el-Abidine Ben Ali. Quant à une éventuelle nomination au poste de chef du gouvernement, il déclare que ce poste devrait être occupé par Ahmed Néjib Chebbi.
À la suite du meurtre de Mohamed Brahmi ainsi qu'aux manifestations au Bardo réclamant la dissolution de l'assemblée constituante et du gouvernement, la troïka et l'opposition tentent de trouver un consensus. Dans ce contexte, Caïd Essebi et Rached Ghannouchi, leader d'Ennahdha, se rencontrent à Paris le 14 août et s'entendent pour remplacer le président Moncef Marzouki par Béji Caïd Essebsi et former un gouvernement composé de technocrates et d'hommes politiques, initiative sans suite.

### Victoire électorale de 2014

#### Élections législatives

Parti en tête par circonscription selon le nombre de voix exprimées lors des élections législatives.

Le programme de Nidaa Tounes pour les élections législatives du 26 octobre 2014 repose sur la préservation du modèle sociétal qui inclut l'autorité de l'État de droit, la démocratie, l'émancipation de la femme ainsi que l'éducation sur la base des valeurs universelles et l'islam tolérant. Il vise aussi une sortie de crise progressive ainsi que le renouvellement du modèle de développement, en fixant les rôles de l'État et du secteur privé, en développant l'emploi, en mettant en avant le développement régional ainsi que des politiques sectorielles ; ce programme repose sur quatre axes principaux à savoir la jeunesse, le développement régional, l'emploi et la justice sociale.
Beaucoup d'observateurs estiment que la déclaration de Béji Caïd Essebsi, faite le 20 octobre lors d'un meeting populaire à Hammam Lif, est un facteur déterminant de la réussite de la campagne de son parti. En effet, il affirme alors que quiconque ne vote pas pour Nidaa Tounes est en fait un électeur d'Ennahdha. Il porte ainsi un coup fatal aux partis centristes et démocratiques (Al Joumhouri, Ettakatol, l'Alliance démocratique, l'Initiative nationale destourienne, etc.) dont l'électorat potentiel est amené à voter pour Nidaa Tounes, les condamnant à des résultats médiocres.
Attendus le 27 octobre, les premiers résultats sont annoncés par les médias, partageant la nouvelle assemblée en deux principales formations, à savoir Nidaa Tounes, placée en tête du scrutin, ainsi qu'Ennahdha qui marque un net recul par rapport aux élections de 2011. La soirée même, Ennahdha reconnaît être arrivé en seconde position, son chef Rached Ghannouchi félicitant Caïd Essebsi pour la victoire de son parti, en lui téléphonant tel qu'indiqué sur le compte Twitter de sa fille, Soumaya, qui a publié une photo de son père au téléphone. Les résultats préliminaires, publiés le 29 novembre en fin de soirée, placent Nidaa Tounes en tête avec 86 sièges sur 217 dans le nouveau parlement ; le parti est présent dans toutes les circonscriptions, surtout au nord du pays. En revanche, dans les circonscriptions du sud du pays, Ennahdha reste majoritaire.
Selon la Constitution, le parti vainqueur doit présenter dans les deux semaines qui suivent les élections son candidat à la présidence du gouvernement au président de la République qui le charge de la formation du gouvernement. Mais Nidaa Tounes ne reconnaît pas la légitimité du président en place et déclare qu'il ne le fera qu'après l'élection d'un nouveau président. Cette décision est officialisée par le dialogue national lors d'une réunion le 31 octobre.
Entretemps, les tractations continuent dans la mesure où Nidaa Tounes et ses alliés (Afek Tounes, Initiative nationale destourienne et autres partis) ne possèdent que près de 100 sièges sur les 109 nécessaires. Ils doivent donc faire des concessions à l'un de leurs trois adversaires : Ennahdha, le Front populaire ou l'Union patriotique libre. En cas d'alliance avec Ennahdha, Nidaa Tounes exige que le parti soutienne Caïd Essebsi à la présidentielle.

#### Élection présidentielle
L'élection présidentielle tunisienne, qui a lieu au cours de l'automne 2014, est la première élection présidentielle libre et démocratique du pays. Deux tours de scrutin sont nécessaires à l'élection du nouveau président de la République tunisienne.
Le premier tour a lieu le 23 novembre 2014 sur le territoire national et du 21 au 23 novembre à l'étranger. Il s'agit alors de la onzième élection présidentielle, la dixième au suffrage universel direct et la première depuis la révolution de 2011. Le premier tour a lieu un mois après les élections législatives qui ont vu Nidaa Tounes arriver en tête.
Aucun candidat n'ayant remporté la majorité absolue au premier tour,, un deuxième tour a lieu le 21 décembre entre Béji Caïd Essebsi, chef de Nidaa Tounes, et le président de la République sortant, Moncef Marzouki, réputé proche d'Ennahdha. Caïd Essebsi remporte le second tour avec 55,68 % des votes, Marzouki recueillant 44,32 %, ce qui fait du chef de Nidaa Tounes le président élu de la République tunisienne ; le taux de participation se monte à 60,1 %.

### Divisions et scissions

#### Conflits internes
Le choix des listes électorales suscite certes des remous et des insatisfactions, mais la présence de Béji Caïd Essebsi apaise la situation. Seul le choix de la tête de liste de la première circonscription de Tunis, convoitée à la fois par son fils, Hafedh Caïd Essebsi et Faouzi Elloumi, principal pourvoyeur de fonds du parti, pose problème : Elloumi dénonce le 19 août 2014 la volonté de succession politique de père en fils, ce qui conduit le comité constitutif du parti à geler ses activités deux jours plus tard et Hafedh Caïd Essebsi à renoncer à sa candidature le 22 août.
L'euphorie de la victoire passée, plusieurs conflits apparaissent, menaçant à chaque fois l'harmonie et l'unité du parti. Il y a d'abord le choix du chef du gouvernement, la tendance gauchiste du parti y voyant l'occasion de parvenir au pouvoir et de former un gouvernement de gauche avec le Front populaire et les libéraux. Fort de cet appui, Taïeb Baccouche exprime sa volonté d'occuper le poste. Toutefois, Béji Caïd Essebsi, qui a promis que Nidaa Tounes n'accaparerait pas tous les pouvoirs, impose le choix d'une personnalité indépendante, Habib Essid.

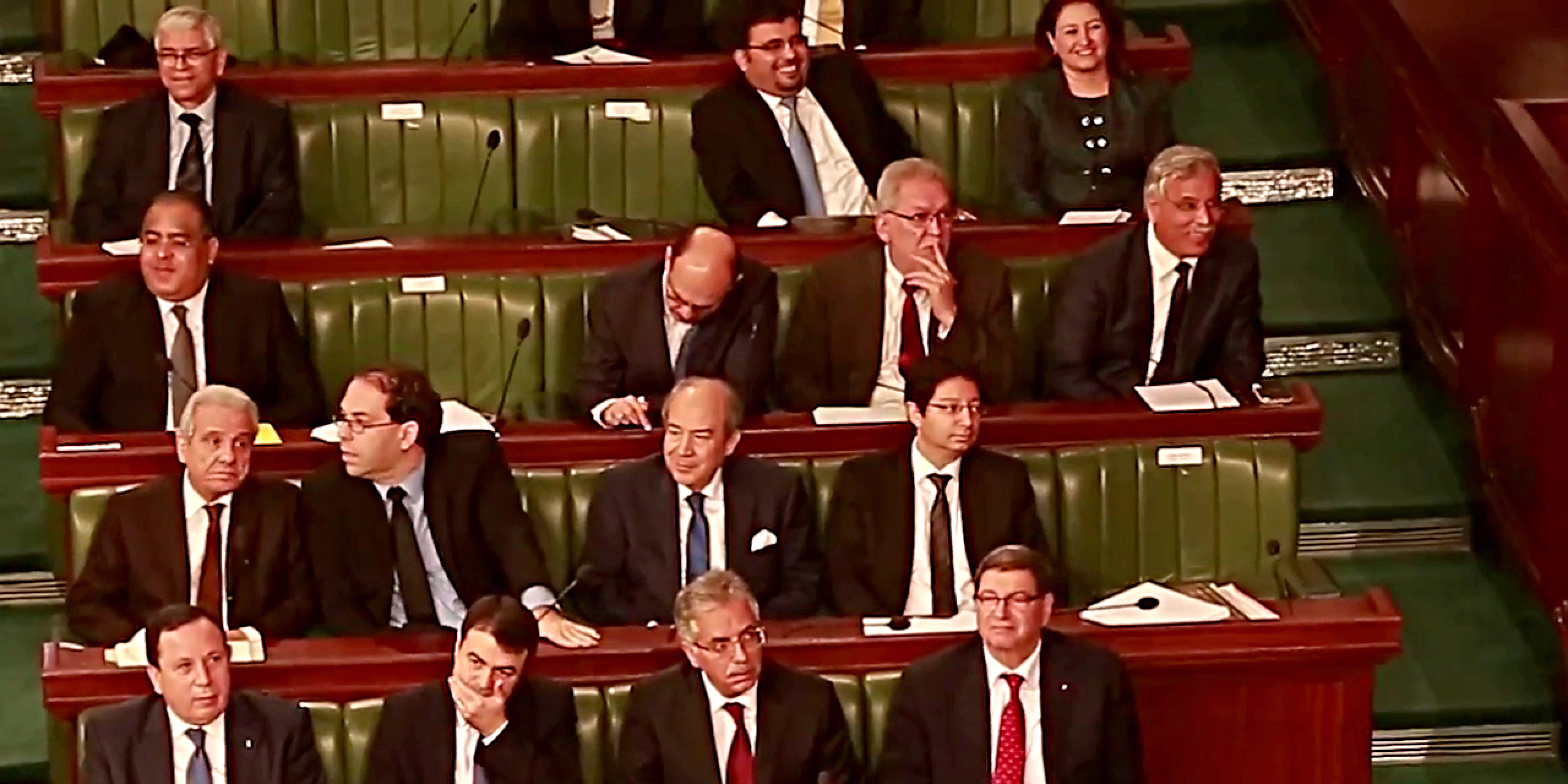
Membres du gouvernement Essid à l'Assemblée des représentants du peuple.

Intervient alors un différend à propos de la coalition gouvernementale, plusieurs voix telles que celle de Baccouche (gauche) et de Mondher Belhaj Ali (porte-voix des libéraux) s'élevant pour rejeter tout rapprochement avec Ennahdha. Ce dernier est même à l'origine d'une pétition allant dans ce sens, seuls quelques destouriens étant favorables à l'alliance plus sûre avec Ennahdha plutôt qu'avec l'imprévisible Front populaire. Encore une fois, Béji Caïd Essebsi tranche, malgré l'opposition farouche de certains députés qui se sont abstenus et n'ont pas accordé leur confiance au gouvernement Essid. Quant au choix des ministres, des députés refusent la condition préalable de Caïd Essebsi de ne pas choisir des membres du gouvernement parmi eux. Le triumvirat composé de Mohamed Ennaceur, Baccouche et Boujemâa Remili est obligé de proposer deux représentants parmi les plus vindicatifs d'entre eux, Lazhar Akremi et Saïd Aïdi. Cependant, dans la liste proposée et acceptée par Essid, où figurent huit membres du parti et cinq sympathisants, on dénombre neuf ministres de la mouvance gauchiste (Baccouche, Mahmoud Ben Romdhane, Néji Jalloul, Akremi, Kamel Jendoubi, Farhat Horchani, Ahmed Zarrouk, Mohamed Salah Ben Aïssa et Latifa Lakhdhar), un ministre libéral (Aïdi) et trois indépendants (Selma Elloumi, Slim Chaker et Anis Ghedira). Ceux qui ne sont pas retenus dénoncent la faiblesse de la représentation de leur parti ou l'absence du courant destourien qui aurait fait gagner au parti près d'un million de voix.

#### Scission de Machrouu Tounes
Dans ce contexte, Abdessatar Messaoudi, avocat personnel de Béji Caïd Essebsi, accuse Mohsen Marzouk, ministre-conseiller du président de la République, et Ridha Belhaj, son chef de cabinet, de l'isoler par rapport à ses anciens collègues de parti et accuse Remili d'avoir favorisé ses amis et proches, à l'instar de Lakhdhar qui est sa propre belle-sœur. Le 8 janvier 2015, Khemaïs Ksila accuse par ailleurs le trio Marzouk, Belhaj et Rafâa Ben Achour de saboter le parti. Pour sa part, Hafedh Caïd Essebsi, qui a hérité de la responsabilité des structures et de la mobilisation du temps de son père, se voit en héritier naturel et épouse la cause des destouriens déçus et frustrés du cours des choses. Les députés réclament leur part du pouvoir, d'autant plus que la plupart des membres du comité exécutif sont entrés au gouvernement ou à la présidence. La lutte pour le pouvoir et pour la succession s'intensifie : Akremi déclare le 7 mars que la cooptation du trio Ennaceur, Hafedh Caïd Essebsi et Mohamed Fadhel Ben Omrane est illégale et refusée par la Présidence du gouvernement, tout en dénonçant un complot visant à assurer la transmission de la responsabilité du parti vers Hafedh Caïd Essebsi. La colère monte contre le comité constitutif qui est obligé de battre en retraite : il soutient la cooptation des trois membres et accepte d'élargir la direction à huit représentants du comité exécutif et huit députés. Entre-temps, le député Walid Jalled présente le 9 mars à la télévision des documents attestant que Nabil Karoui et l'homme d'affaires Chafik Jarraya, qui vient d'adhérer au parti, sont en relation avec le Libyen Abdelhakim Belhadj, qui les aurait soudoyés pour améliorer son image et favoriser la reconnaissance de Fajr Libya par les autorités tunisiennes.
Hafedh Caïd Essebsi constitue un courant réformateur, rejoint par plusieurs députés et membres du comité exécutif. Il organise un conseil national le 14 mars, contre la volonté du comité constitutif, et réunit près de 800 délégués,. Des tentatives de conciliation sont effectuées par des députés et, après plusieurs ajournements, l'élection du bureau politique a lieu le 22 mars, le nombre des représentants à élire étant porté à vingt. Toutefois, le courant réformateur subit un camouflet et aucun de ses candidats, dont certains se sont retirés de la course (Ksila, Abdelaziz Kotti, etc.) n'est élu. Selon Le Maghreb, les vingt élus se répartissent comme suit : douze destouriens, trois syndicalistes, trois gauchistes et deux indépendants. Mohsen Marzouk est désigné le 13 mai comme secrétaire général en remplacement de Baccouche, sa faction soutenant un gouvernement plus séculier, ce qui suscite une rivalité entre Marzouk et Caïd Essebsi qui, contrairement au premier, approuve la politique du chef du gouvernement, Habib Essid, et l'alliance avec les islamistes d'Ennahdha.
Le 3 novembre, 32 députés annoncent le gel de leur adhésion au groupe parlementaire après les violences survenues lors de la réunion du bureau exécutif du parti à Hammamet le 1er novembre, qu'ils attribuent au clan Caïd Essebsi. Marzouk démissionne de ses fonctions en décembre de la même année et annonce la création d'un nouveau parti, concrétisée le 20 mars 2016 avec Machrouu Tounes.

#### Congrès de Sousse
À l'occasion du congrès de Sousse, Hafedh Caïd Essebsi est nommé directeur exécutif de Nidaa Tounes le 10 janvier 2016.

#### Scission de Tahya Tounes

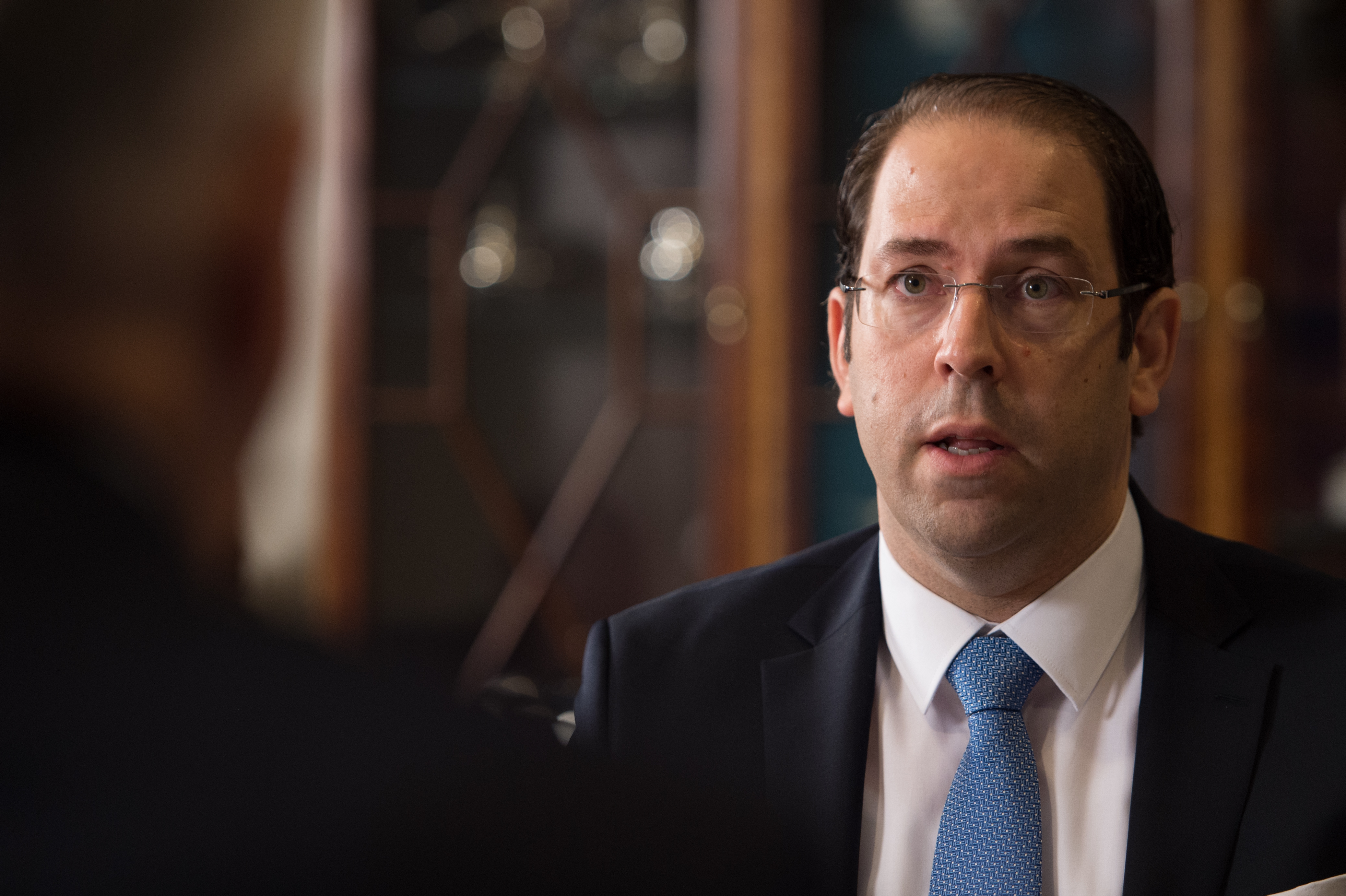
Youssef Chahed qui s'oppose progressivement à la direction du parti.

En 2018, le parti est sanctionné lors des élections municipales du 6 mai, la députée Sana Salhi regrettant un manque de coordination et de réunions alors que sa collègue Zohra Driss confirme que le bureau politique ne s'est pas réuni depuis un an et demi. Dans ce contexte, le chef du gouvernement Youssef Chahed et Hafedh Caïd Essebsi, directeur exécutif du parti, sont en désaccord sur la ligne à suivre. Un conflit ouvert éclate entre les deux hommes quand le premier accuse publiquement le second de détruire le parti dans un discours télévisé diffusé le 29 mai.
Le 27 août, un nouveau bloc parlementaire, appelé « Coalition nationale », est fondé afin de soutenir Chahed et attire rapidement plusieurs députés, comme Driss, Moncef Sellami, Jalel Ghédira, Lamia Dridi, Marwa Bouazzi, Issam Matoussi, Ahmed Saïdi et Mohamed Rachdi,. Certains comme Driss annoncent qu'ils prennent cette décision car ils ne soutiennent la politique et les décisions de Caïd Essebsi,, celle-ci annonçant même que « le parti est fini ». Ce dernier fustige pour sa part l'action de Chahed qui, pour lui, aurait exercé une pression sur les députés. Le 10 septembre, c'est au tour de Wissem Saïdi de présenter sa lettre de démission en signalant qu'il existe une crise au sein du parti due aux résultats des élections municipales.
Dès lors le limogeage de Chahed du parti est discuté. Le 15 septembre, Chahed est suspendu des rangs du parti et celui-ci lance une procédure disciplinaire à son encontre. Le bureau politique du parti décide également de geler son adhésion. Cette démarche conduit à la transformation de la Coalition nationale en un nouveau parti, Tahya Tounes, le 27 janvier.

#### Fusion éphémère avec l'Union patriotique libre
Le 17 octobre 2018, l'Union patriotique libre et Nidaa Tounes fusionnent en un seul parti, ce qui permet au second d'augmenter le nombre de députés membres du bloc parlementaire. Le 19 octobre, le nouveau bureau politique du parti est présenté : il est présidé par Hafedh Caïd Essebsi (en tant que président du comité politique) et rassemble cinquante membres des deux partis ; Slim Riahi est nommé au poste de secrétaire général de Nidaa Tounes alors que le coordinateur général est Ridha Belhaj, et ce jusqu'au congrès du parti.
Toutefois, l'adhésion de Belhaj est gelée le 14 février 2019, après qu'il a demandé qu'une nouvelle instance gère le parti jusqu'au congrès, et Riahi annonce le 22 qu'il démissionne et quitte le parti,. Peu auparavant, il avait critiqué vivement le pouvoir en place, l'accusant même de préparer un coup d'État.
Le parti annule sa fusion avec Nidaa Tounes le 19 mars. Cependant, les membres du parti sont restés au sein du bloc parlementaire.

#### Nouvelles scissions et marginalisation
Malgré la mise en place d'une commission dirigée par Ridha Charfeddine pour préparer le congrès, celle-ci dénonce la direction du parti le 26 février, l'accusant de vouloir empêcher la tenue de l'événement. Après le report du congrès au 6 avril en raison de désaccords internes, après avoir été initialement prévu en mars, Charfeddine se retire finalement le 13 mars, pour être remplacé par Samira Belkadhi.

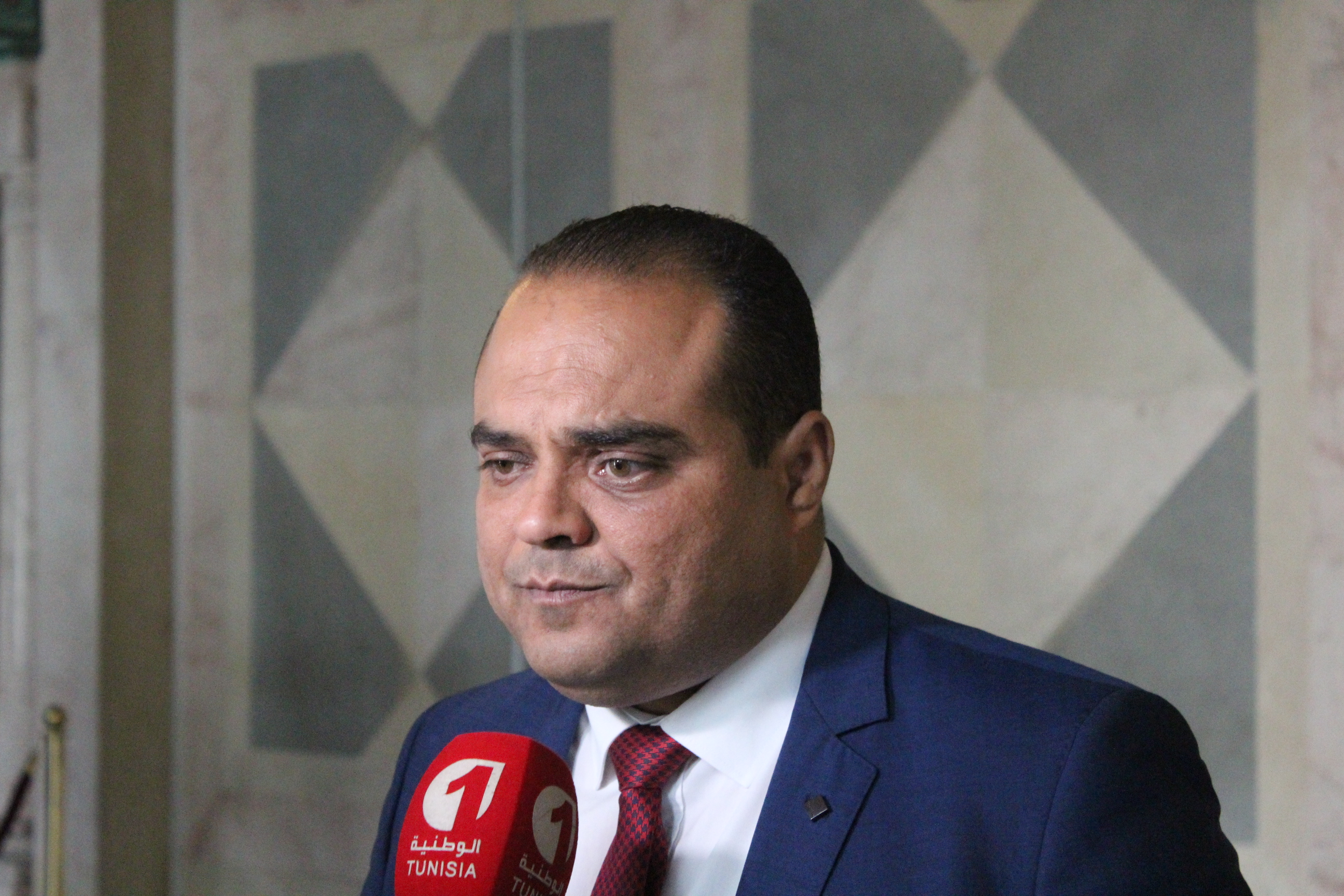
Sofien Toubel, leader de l'un des clans issus du congrès de 2019.

À l'issue du congrès, le parti se scinde en deux clans, lorsque les 217 membres du comité central appelés à élire leur président se divisent entre deux réunions distinctes le 13 avril : 100 membres à Monastir soutiennent le directeur exécutif sortant Hafedh Caïd Essebsi et 117 membres à Hammamet soutiennent le chef du groupe parlementaire Sofien Toubel. Le clan Caïd Essebsi se réunit le 21 avril et désigne Caïd Essebsi comme président du comité central et Néji Jalloul comme secrétaire général. Dans la foulée, le président du comité central rival, Toubel, fait savoir que des procédures juridiques sont engagées en vue de récupérer le siège du parti. Le 30 avril, le clan Toubel décide de suspendre l'adhésion de Caïd Essebsi et de le renvoyer devant la commission de discipline, ce à quoi le clan adverse répond en excluant plusieurs membres, dont Toubel, Ons Hattab et Abdelaziz Kotti, des structures du parti et du bloc parlementaire. Le 28 mai, Selma Elloumi est élue présidente du parti par le clan Toubel. Le 21 juin, Hafedh Caïd Essebsi affirme avoir été reconnu représentant légal du parti par la présidence du gouvernement. Elloumi démissionne de ses fonctions le 23 juin, suivie par Jalloul le lendemain.
Fin juin, après que la justice ait reconnu Hafedh Caïd Essebsi comme représentant légal du parti, Elloumi prend la présidence d'Amal Tounes, nouveau nom du Mouvement démocrate réformiste fondé en 2011, puis du parti Al Amal. De son côté, Toubel rejoint Au cœur de la Tunisie.
Un congrès extraordinaire est prévu en juin 2020. Reporté au 27 juillet, il acte l'exclusion de Hafedh Caïd Essebsi et d'Ali Hafsi Jeddi des rangs du parti, ce qui provoque le départ du mouvement de ses trois députés. Kassem Makhlouf est élu secrétaire général du parti.
Le 3 août 2020, Néji Jalloul fonde le Parti de la coalition nationale tunisienne.

## Structures dirigeantes

### Président
| Leader | Leader | Leader                      | Mandat                                                     | Notes |
| ------ | ------ | --------------------------- | ---------------------------------------------------------- | --- |
| 1      |        | Béji Caïd Essebsi           | 29 juin 2012 - 31 décembre 2014 (2 ans, 6 mois et 2 jours) | Fondateur de Nidaa Tounes en vue de rassembler l'opposition, il est élu président de la République et investi dans ses fonctions le 31 décembre 2014. Conformément à l'article 78 de la Constitution, il démissionne de la présidence du parti, ne pouvant cumuler responsabilités présidentielle et partisane. |
| 2      |        | Mohamed Ennaceur            | 31 décembre 2014 - 10 janvier 2016 (1 an et 10 jours)      | Il rejoint le parti le 9 février 2014 et désigné vice-président. Il prend la présidence à titre intérimaire à la suite de l'accession de Caïd Essebsi à la présidence de la République, jusqu'à la tenue du congrès du parti.                                                                                   |
| 3      |        | Selma Elloumi (clan Toubel) | 28 mai 2019 - 23 juin 2019 (26 jours)                      | Membre du comité exécutif du parti, elle est candidate lors des élections législatives de 2014 et élue députée à l'Assemblée des représentants du peuple dans la première circonscription de Nabeul. Elle prend la présidence à l'initiative du clan de Sofien Toubel.                                          |

### Président d'honneur
- Béji Caïd Essebsi (2014-2019)

### Présidents du comité central
- Sofien Toubel (2019)
- Hafedh Caïd Essebsi (2019-2020)

### Présidents du comité politique
- Ridha Belhaj (2016)
- Hafedh Caïd Essebsi (2018-2019)
- Khemaies Jhinaoui (depuis 2020)

### Directeurs exécutif
- Hafedh Caïd Essebsi (2016-2019)
- Khaled Chouket (depuis 2019)

### Secrétaires généraux
- Taïeb Baccouche (2012-2015)
- Mohsen Marzouk (2015)
- Slim Riahi (2018-2019)
- Néji Jalloul (2019)
- Ali Hafsi Jeddi (2019-2020)
- Kassem Makhlouf (depuis 2020)

### Comité constitutif
En plus du fondateur, le comité constitutif comprend originellement dix membres et un directeur exécutif :
- Lazhar Karoui Chebbi : ministre du gouvernement Caïd Essebsi, indépendant ;
- Taïeb Baccouche : ministre du gouvernement Caïd Essebsi, homme de gauche, ancien secrétaire général de l'Union générale tunisienne du travail ;
- Lazhar Akremi : ministre du gouvernement Caïd Essebsi, indépendant, a notamment occupé le poste d'attaché de presse auprès de Sadok Chaâbane, ancien ministre de la Justice ;
- Slim Chaker : ministre du gouvernement Caïd Essebsi, issu d'une famille destourienne ;
- Boujemâa Remili : militant du Parti communiste tunisien (devenu mouvement Ettajdid puis Pôle démocratique moderniste), secrétaire général adjoint de la Voie démocratique et sociale qui annonce son ralliement à Nidaa Tounes[96], nommé directeur exécutif en remplacement de Ridha Belhaj ;
- Mohsen Marzouk : militant de gauche (ancien membre d'El Amal Ettounsi) puis des droits de l'homme ;
- Selma Elloumi : femme d'affaires et sœur de Faouzi Elloumi, qui devient membre du comité exécutif du parti ;
- Wafa Makhlouf : présidente nationale du Centre des jeunes dirigeants d'entreprise ;
- Samah Damak : vice-présidente nationale du Centre des jeunes dirigeants d'entreprise ;
- Anis Ghedira.

Ridha Belhaj, considéré comme le membre le plus influent de la composante gauchiste du parti, est nommé directeur exécutif, jusqu'à sa nomination comme chef de cabinet du président de la République.
Après l'élection présidentielle de 2014, Béji Caïd Essebsi quitte le parti comme le stipule la Constitution et quatre nouveaux membres rejoignent le comité constitutif :
- Mohamed Ennaceur : vice-président du parti, nommé président provisoire pour assurer l'intérim jusqu'au prochain congrès ;
- Hafedh Caïd Essebsi : fils du fondateur, élu responsable de la direction centrale des structures et de la mobilisation ;
- Mohamed Fadhel Ben Omrane : ancien membre du comité central du Rassemblement constitutionnel démocratique, élu président du groupe parlementaire de Nidaa Tounes.

### Bureau politique
Après la nomination de la plupart des membres du comité constitutif comme ministres ou membres du staff présidentiel, des voix s'élevent pour faire participer les autres structures du parti à la décision. Il est ainsi décidé de constituer un bureau politique de 34 membres composé du comité constitutif (quatorze membres), de représentants du comité exécutif (dix membres) et de députés du parti (dix membres). Des élections ont lieu le 22 mars 2015 et aboutissent à l'élection des personnalités suivantes :
- Membres du comité exécutif :
  - Mounir Ben Miled : homme d'affaires du secteur de l'hôtellerie, ancien député du Rassemblement constitutionnel démocratique ;
  - Faouzi Elloumi : homme d'affaires et principal mécène du parti, ancien député du Rassemblement constitutionnel démocratique ;
  - Abdelmajid Sahraoui : syndicaliste, ancien membre de l'Union générale tunisienne du travail, l'un des défenseurs les plus acharnés de la représentation des différents courants du parti ;
  - Amina Ben Kaddour : enseignante, fille de l'ancien syndicaliste Houcine Ben Kaddour, gauchiste, proche de la Voie démocratique et sociale ;
  - Olfa Khelil : coach en gestion des ressources humaines, fille de l'ancien ministre Mohamed Fadhel Khelil, de tendance libérale ;
  - Faïza Kefi : ancienne ministre et présidente de l'Union nationale de la femme tunisienne, issue du Rassemblement constitutionnel démocratique ;
  - Aziza Hetira : ancienne présidente de l'Union nationale de la femme tunisienne, issue du Rassemblement constitutionnel démocratique ;
  - Najoua Makhlouf : syndicaliste, membre de la commission de la femme de l'Union générale tunisienne du travail ;
  - Rabiâa Najlaoui : ancienne députée de l'assemblée constituante élue sur les listes de la Pétition populaire, l'une des premières à rejoindre Nidaa Tounes après sa constitution ;
  - Fayçal Hafiane : conseiller à la présidence de la République chargé du Suivi des actualités politiques.
- Députés :
  - Mustapha Ben Ahmed : syndicaliste de gauche, l'un des fondateurs du Pôle démocratique moderniste lors des élections de 2011 ;
  - Mondher Belhaj Ali : ancien membre du Parti social-libéral, considéré comme le dirigeant le plus anti-islamiste de Nidaa Tounes et le plus opposé à la présence d'Ennahdha au gouvernement ;
  - Walid Jalled : s'est révélé au grand public en brandissant des documents secrets du ministère de l'Intérieur concernant Nabil Karoui et Chafik Jarraya ;
  - Zohra Idriss : femme d'affaires dans le secteur de l'hôtellerie ;
  - Bochra Belhaj Hmida : avocate, ancienne présidente de l'Association tunisienne des femmes démocrates ;
  - Leïla Ouled Ali : ancienne directrice du Centre méditerranéen des énergies renouvelables ;
  - Leïla Hamrouni : ancienne membre du comité central de la Voie démocratique et sociale ;
  - Heger Laaroussi ;
  - Meriem Boujbel ;
  - Salah Bargaoui.

### Comité exécutif
Le 20 septembre 2012, le parti annonce la composition d'un comité exécutif formé de 39 membres. Le 2 octobre, les responsabilités sont réparties comme suit :
- Béji Caïd Essebsi : président ;
- Taïeb Baccouche : secrétaire général ;
- Lazhar Karoui Chebbi : membre chargé des affaires juridiques ;
- Selma Elloumi : trésorière ;
- Ridha Belhaj : porte-parole et directeur exécutif ;
- Mohsen Marzouk : membre chargé des relations extérieures ;
- Hédi Ghodhbani, Abdelmajid Sahraoui et Khemaïs Ksila : membres chargés de la structuration et de l'organisation ;
- Mohamed Raouf Khammassi : membre chargé de la coordination générale et du suivi des structures à l'étranger ;
- Boujemâa Remili : membre chargé du règlement intérieur ;
- Slim Chaker : membre chargé des programmes économique et social ;
- Wafa Makhlouf Sayadi : membre chargée des petites entreprises et de l'emploi des jeunes ;
- Samah Dammak : membre chargée des affaires de la femme ;
- Anis Ghedira : membre chargé des affaires de la jeunesse ;
- Autres membres : Abdelmajid Chaker, Lazhar Akremi, Faouzi Elloumi, Mahmoud Ben Romdhane, Mondher Belhaj Ali, Rafâa Ben Achour, Hafedh Caïd Essebsi, Leïla Hamrouni, Najoua Makhlouf, Abdelaziz Mzoughi, Taher Ben Hassine, Bochra Belhaj Hmida, Mustapha Ben Ahmed, Amina Rekik, Amina Ben Gaddour, Olfa Khelil, Saïda Garrach et Souha Ben Othmen.

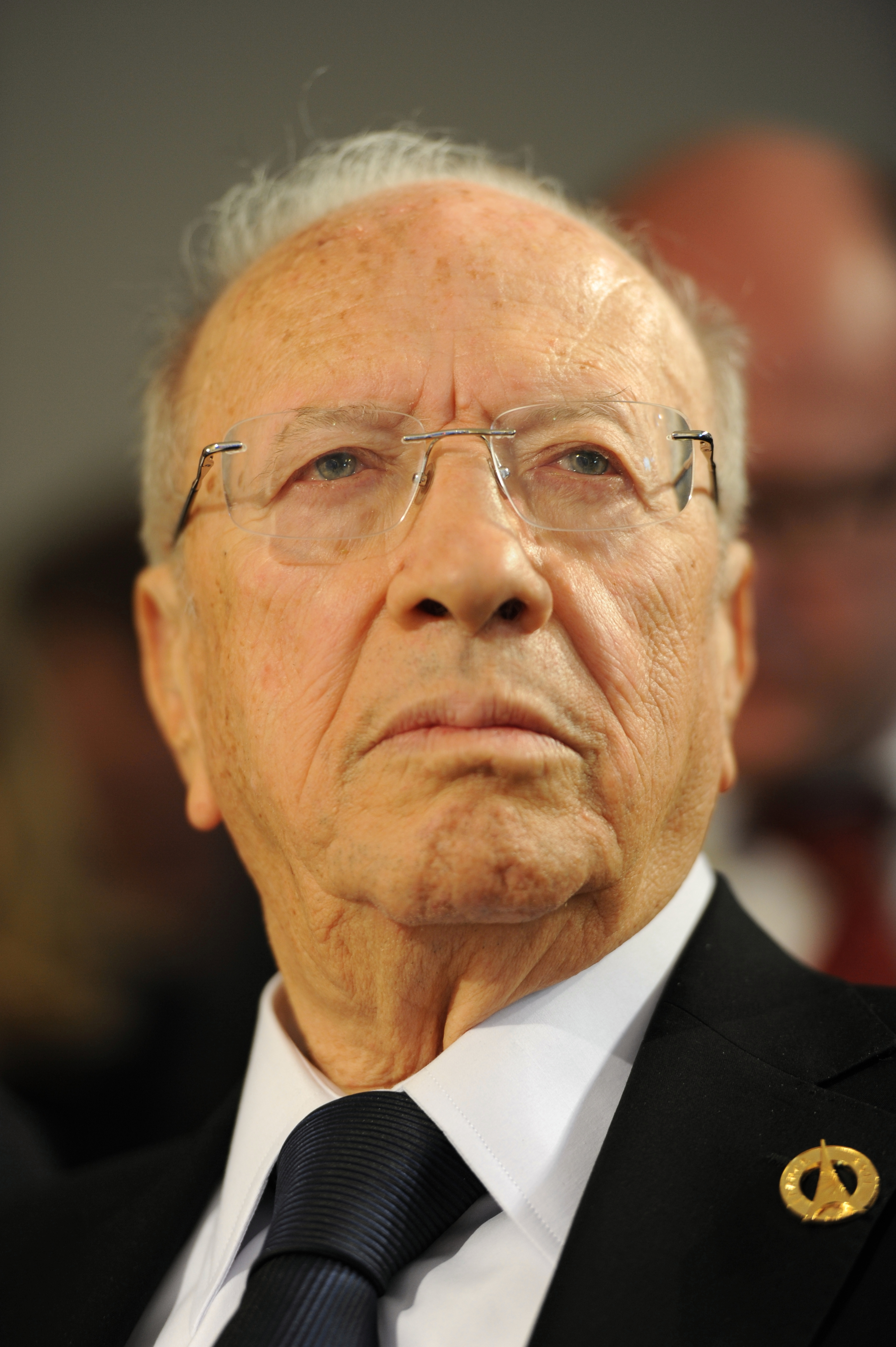
Béji Caïd Essebsi
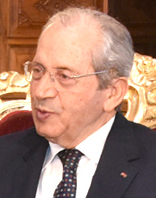
Mohamed Ennaceur
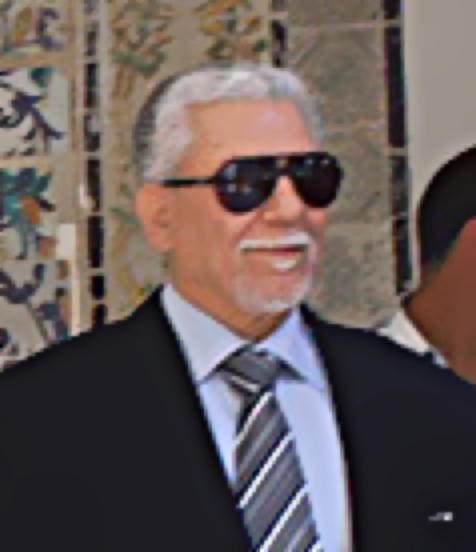
Taïeb Baccouche
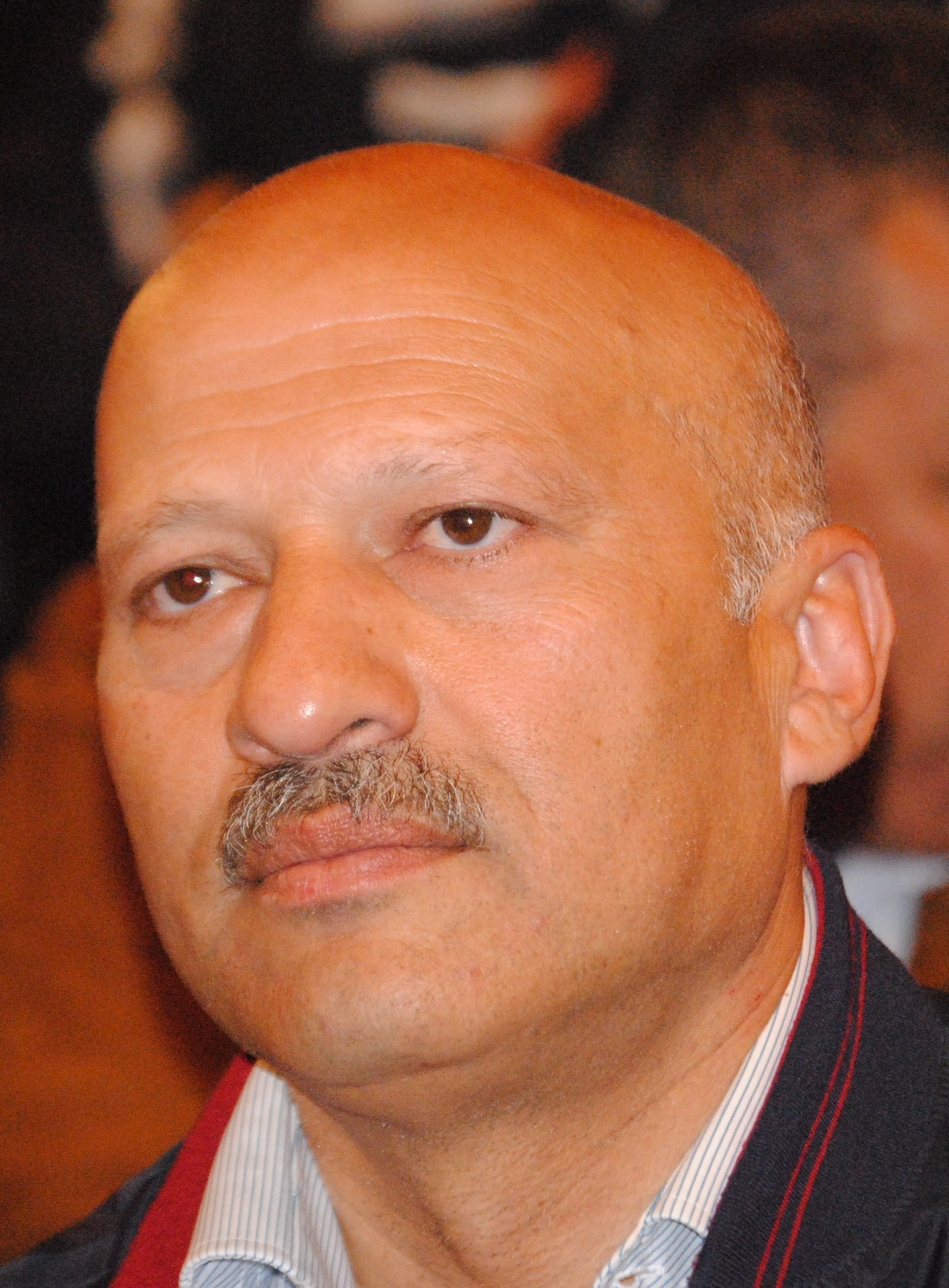
Ridha Belhaj
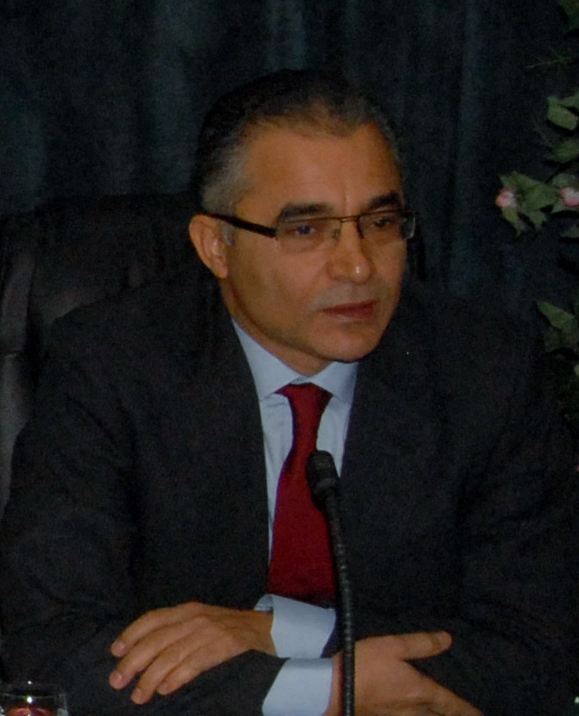
Mohsen Marzouk
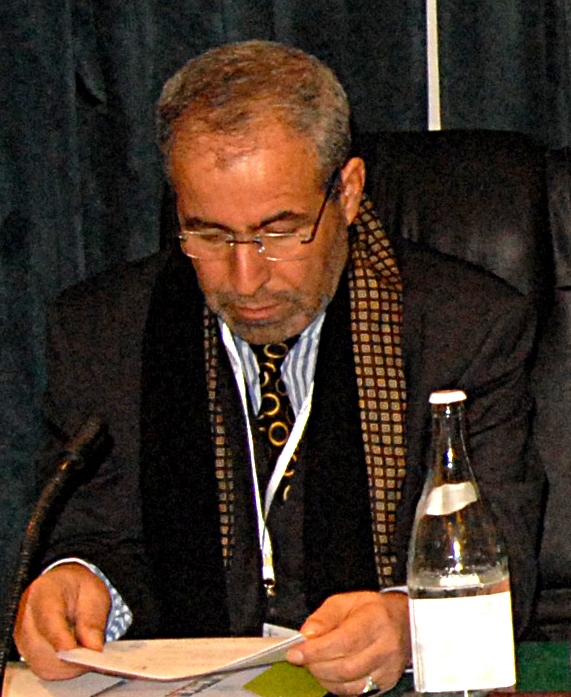
Lazhar Akremi

Le 13 mai 2015, Mohsen Marzouk est désigné comme secrétaire général en remplacement de Taïeb Baccouche ; trois vice-présidents sont par ailleurs nommés : Faouzi Elloumi, Hafedh Caïd Essebsi et Baccouche.

## Représentation
Le 8 août 2012, les constituants Ibrahim Kassas et Mouldi Zidi rejoignent officiellement le parti après avoir présenté leurs démissions du groupe de la Pétition populaire pour la liberté, la justice et le développement. Quelques semaines plus tard, Abdelaziz Kotti et Dhamir Mannaï du Congrès pour la République (CPR) font de même.
En septembre, Mohamed Ali Nasri du parti Wafa issu d'une scission du CPR rejoint le parti, de même que Khemaïs Ksila (Ettakatol). En octobre, c'est au tour de Jamel Gargouri (Ettakatol), Chokri Yaïche (Al Joumhouri) et Abdelmonem Krir (Pétition populaire) de faire de même. En novembre, Rabiâa Najlaoui (Pétition populaire) rejoint le parti, lui permettant de créer son propre groupe parlementaire, initiative contrecarrée par la démission de Zidi. Fatma Gharbi et Sélim Ben Abdesselem (Ettakatol) font de même en juillet 2013.
Kassas démissionne toutefois le 11 novembre 2013, Yaïch et Gargouri font de même le 8 décembre puis Mannaï le 23 décembre. Nasri démissionne le 15 avril 2014 pour protester contre la réaction de son parti face à un récent verdict du tribunal militaire.

## Résultats électoraux

### Élections législatives
| Année | Voix      | %     | Rang | Sièges   | Gouvernements                                       |
| ----- | --------- | ----- | ---- | -------- | --------------------------------------------------- |
| 2014  | 1 279 941 | 27,56 | 1er  | 86 / 217 | Coalition : Essid (2015-2016) et Chahed (2016-2018) |
| 2019  | 43 213    | 1,51  | 13e  | 3 / 217  | Coalition : Fakhfakh (2020)                         |

### Élections présidentielles
| Année | Candidat          | 1er tour  | 1er tour | 1er tour | 2d tour   | 2d tour | 2d tour |
| Année | Candidat          | Voix      | %        | Rang     | Voix      | %       | Rang    |
| ----- | ----------------- | --------- | -------- | -------- | --------- | ------- | ------- |
| 2014  | Béji Caïd Essebsi | 1 289 384 | 39,46 %  | 1er      | 1 731 529 | 55,68 % | Élu     |
| 2019  | Abdelkrim Zbidi   | 361 864   | 10,73 %  | 4e       |           |         |         |

### Élections municipales
| Année | Voix    | Rang | Conseillers | %     | Maires   | %     |
| ----- | ------- | ---- | ----------- | ----- | -------- | ----- |
| 2018  | 377 121 | 2e   | 1600 / 7212 | 20,85 | 76 / 350 | 22,17 |